# さいたま市立徳力小学校
さいたま市立徳力小学校（さいたましりつ とくりきしょうがっこう）は、埼玉県さいたま市岩槻区にある公立小学校。

## 沿革
- 1977年（昭和52年）4月1日 - 岩槻市立徳力小学校が開校。
- 1985年（昭和60年）10月15日 - 校庭整備工事完成。
- 2005年（平成17年）4月1日 - さいたま市に編入され、さいたま市立徳力小学校に改称。

## 交通
- 東武野田線 豊春駅から徒歩20分。